# فرنسيس كوفنتري
فرنسيس كوفنتري (بالإنجليزية: Francis Coventry)‏ (1725، باكينغهامشير في المملكة المتحدة - 1754، ميدلسكس في المملكة المتحدة)؛ كاتب وروائي بريطاني.